# Saint-Aubin (Île-de-France)
Saint-Aubin è un comune francese di 712 abitanti situato nel dipartimento dell'Essonne nella regione dell'Île-de-France.
A Saint-Aubin è situato il SOLEIL, un acceleratore di particelle attivo dal 2006.

## Società

### Evoluzione demografica
Abitanti censiti